# 3:2 Pull down

Una illustració del procés.

El three-two pull down és un terme utilitzat en producció cinematogràfica i televisiva per expressar el procés de postproducció de transferir la pel·lícula a "vídeo NTSC". Converteix els 24 fotogrames per segon a 29.97 fotogrames per segon. Dit d'alguna manera, cada 4 fotogrames es converteixen en 5 fotogrames, a més d'una lleugera reducció de la velocitat. La pel·lícula té una velocitat estàndard de 24 fotogrames per segon, mentre que el vídeo NTSC té una velocitat de senyal de 29.97 fotogrames per segon. Quan la pel·lícula es converteix en vídeo de NTSC, cal ajustar les velocitats de fotogrames per poder realitzar la conversió de pel·lícula a vídeo. Al 3:2 pull down, un espai de la pel·lícula s'escaneja tres vegades, el següent fotograma s'escaneja dues vegades, el següent fotograma s'escaneja tres vegades, i així successivament.
El terme "pull down" prové del procés mecànic de "tirar" (moviment físic) de la pel·lícula cap avall dins de la porció del mecanisme de transport, per avançar d'un frame a un altre a una velocitat repetitiva (nominalment de 24 fotogrames/s).

## Telecine
Als Estats Units i en altres països on la televisió utilitza la freqüència d'exploració vertical de 59,94 Hz, el vídeo s'emet a 29,97 FPS, en canvi a velocitat de la pel·lícula estàndard és de 24 fotogrames per segon. Els televisors actuals i antics NTSC tenen una freqüència d'actualització fixa de 60 Hz. Per tant, se’ns mostra l'equivalent digital de 60 fotogrames per segon.
Quan està veient una pel·lícula en un televisor de 60 Hz, el software del televisor o del reproductor de DVD detecta el senyal entrant i omple els 36 fotogrames que falten repetint fotogrames.
Idealment, cada fotograma es repetiria la mateixa quantitat de vegades. El problema és que 24 no es divideix uniformement en 60. Si cada fotograma es repeteix dues vegades, el resultat són 48 fotogrames per segon. Encara hi haurà 12 fotogrames per "fer". Aquí és on entra en joc la relació 3: 2. Per aconseguir els 60 fotogrames per segon, el primer fotograma es mostra 3 vegades a la pantalla del televisor i el segon es mostra 2 cops. El següent fotograma es repeteix 3 vegades, el següent 2 cops, i així successivament al llarg de la pel·lícula. En conseqüència, processant els 24 fotogrames per segon, s'utilitzen 30 fotogrames per segon. Per tant, ja s'ha igualat la relació d'aspecte.
La pantalla del televisor es mostra amb una certa imprecisió. Això és conegut com a judder. Tot i això, l'espectador mitjà no detecta aquest procés. Amb l'objectiu d'obtenir una imatge el més precisa possible, s'ha augmentat la velocitat d'actualització a 120 Hz als nous televisors LCD. Com que 24 es divideix uniformement en 120, els fotogrames alterns es poden repetir de manera consistent (5 vegades cadascun). Aquesta consistència produeix una imatge més precisa.

### Pull-down 3:2 vs. 2:3
El patró del pull down "2: 3",és similar a pulldown "3: 2" tret que varia en un fotograma. Per exemple, un cicle que comença amb el fotograma B en el patró 3:2 proporciona : B1-B2, B2-C1, C2-D1, D2-D2, A1-A2 o "3-2-3-2" o simplement "3-2". En altres paraules, no hi ha diferència entre els patrons 2-3 i 3-2. De fet, la notació "3-2" és enganyosa perquè, segons els estàndards SMPTE per a cada seqüència de pel·lícula de quatre fotogrames, el primer fotograma s'escaneja dues vegades, no tres vegades.